# Gare de Saint-Paul-Saint-Antoine
La gare de Saint-Paul-Saint-Antoine est une ancienne gare ferroviaire française (fermée) de la ligne de Portet-Saint-Simon à Puigcerda (frontière), située sur le territoire de la commune de Saint-Paul-de-Jarrat, dans le département de l'Ariège en région Occitanie. 
Elle est mise en service en 1888 par la Compagnie des chemins de fer du Midi et du Canal latéral à la Garonne. Elle est fermée par la Société nationale des chemins de fer français (SNCF), néanmoins elle est desservie par des cars à tarification SNCF.

## Situation ferroviaire
Établie à 461 mètres d'altitude, la gare de Saint-Paul-Saint-Antoine est située au point kilométrique (PK) 88,791 de la ligne de Portet-Saint-Simon à Puigcerda (frontière), entre les gares ouvertes de Foix et de Tarascon-sur-Ariège.

## Histoire
La gare de Saint-Paul est mise en service le 20 août 1877 par la Compagnie des chemins de fer du Midi et du Canal latéral à la Garonne lorsqu'elle ouvre la section de Foix à Tarascon. Son trafic marchandises prend de l'importance avec les productions agricoles et industrielles de la région, et la proximité de l'usine Saint-Antoine qui fait venir du coke et du minerai et écouler sa production, notamment des tire-fond pour la Compagnie du Midi.
Le projet d'une voie ferrée d'intérêt local entre la gare et Bélesta dont la première mouture date de 1874, ne donnera finalement lieu qu'à un début d'exécution des travaux en 1922 et un abandon définitif en 1930 avant leur achèvement.
En 2011 le site comporte toujours le bâtiment voyageurs (fermé) et le faisceau de voies de services (non utilisé), la gare n'a plus d'activité ferroviaire.

## Service des voyageurs
Gare fermée aux services ferroviaires. Des cars à tarification SNCF desservent la gare (ligne de Pamiers, ou Toulouse gare routière, à Ax-les-Thermes).

## Service des marchandises
Fermée.